# Кічмензьке сільське поселення
Кічме́нзьке сільське поселення (рос. Кичменгское сельское поселение) — сільське поселення у складі Кічменгсько-Городецького району Вологодської області Росії.
Адміністративний центр — село Кічменгський Городок, яке не входить до складу поселення.

## Населення
Населення сільського поселення становить 4214 осіб (2019; 6680 у 2010, 7321 у 2002).

## Історія
Станом на 2002 рік існували Єловінська сільська рада (присілки Велікуша, Єловіно, Остапенець, Смольянка), Кічмензька сільська рада (присілки Бараново, Ваганово, Велике Чеканово, Городище, Горбово, Замостовиця, Кіркино, Княжигора, Коряково, Красавино-1, Красавино-2, Кузьмино, Наволок, Недуброво, Помеловка, Подол, Раменьє, Решетниково, Сорокино, Судничеська Гора, Торопово, Ушаково, Шартаново, селище Находка), Куриловська сільська рада (село Ново-Георгієвське, присілки Велика Чирядка, Велике Лубозіно, Висока, Горка, Григорово, Деміно, Заюж'є, Звєзда, Кондратово, Курилово, Мала Чирядка, Міхеєво, Окинін Дор, Пелягінець, Плостієво, Усть-Сямженець, Щепеліно, починок Фоминський), Пижузька сільська рада (село Дорожково, присілки Алексієво, Данилово, Єрмакова Гар, Жуково, Засосеньє, Кропачево, Лобаново, Макарово, Мартиново, Наболотна Гар, Нива, Підволоч'є, Підгорка, Попово, Слобода, Труфаново, Чупово, починок Половищенський, селище Лаптюг), Плосківська сільська рада (село Косково, присілки Велике Бараково, Велике Буртаново, Верхнє Ворово, Жаровіха, Каксур, Калепліха, Коряковська, Косково, Курденга, Мала курденга, Мале Бараково, Малиновиця, Нижнє Ворово, Плоска, Плотніха, Сергієво, Сєвер, Сигово), Погоська сільська рада (село Кобильськ, присілки Акимово, Алферово, Вимол, Горбуновська, Громозово, Завачуг, Клюкино, Кобилкино, Красне Село, Курилово, Личениця, Маншино, Мітенева Гора, Наволок, Павлово, Погудіно, Спицино, Сушники, Харюзовська), Шестаковська сільська рада (село Кільченга, присілки Бурковщина, Буряково, Великий Дор, Верхнє Алтушево, Верхнє Поладово, Климовщина, Контієво, Курденга, Максимовщина, Малий Дор, Мелехіно, Монастир, Нижнє Сергієво, Новоселово, Осатово-Раменьє, Павловська, Підволоч'є, Підгрив'є, Проніно, Пузово, Рябиновщина, Селище, Слуда, Тарасово, Шелигіно, Шем'ячкіно, Шестаково), Югська сільська рада (присілок Плесо, селище Югський), присілки Березова Гора, Голузіно, Гріденська, Подол, Чорна, Юшково перебували у складі Шонгської сільради. Пізніше присілки Замостовиця, Княжигора, Подол, Раменьє, Решетниково, Торопово, Ушаково були передані до складу Городецького сільського поселення, присілок Сергієво - до складу Югського сільського поселення.
1 квітня 2013 року ліквідовано Куриловське сільське поселення (колишня Куриловська сільрада), Погоське сільське поселення (колишня Погоська сільрада), Плосківське сільське поселення (колишні Єловінська та Плосківська сільради), Шестаковське сільське поселення (колишня Шестаковська сільрада) та Югське сільське поселення (колишня Югська сільрада), їхні території увійшли до складу Кічменьзького сільського поселення (колишні Кічменьзька та Пижузька сільради).

## Склад
До складу сільського поселення входять:
| Населений пункт            | Населення, осіб (2002) | Населення, осіб (2010) |
| -------------------------- | ---------------------- | ---------------------- |
| Акимово, присілок          | 2                      | 0                      |
| Алексієво, присілок        | 22                     | 14                     |
| Алферово, присілок         | 97                     | 62                     |
| Бараново, присілок         | 35                     | 42                     |
| Березова Гора, присілок    | 162                    | 146                    |
| Бурковщина, присілок       | 11                     | 5                      |
| Буряково, присілок         | 3                      | 1                      |
| Ваганово, присілок         | 41                     | 21                     |
| Велика Чирядка, присілок   | 43                     | 19                     |
| Велике Бараково, присілок  | 48                     | 35                     |
| Велике Буртаново, присілок | 160                    | 122                    |
| Велике Лубозіно, присілок  | 55                     | 50                     |
| Велике Чекавіно, присілок  | 46                     | 52                     |
| Великий Дор, присілок      | 0                      | 0                      |
| Великуша, присілок         | 36                     | 1                      |
| Верхнє Алтушево, присілок  | 0                      | 0                      |
| Верхнє Ворово, присілок    | 0                      | 0                      |
| Верхнє Поладово, присілок  | 0                      | 0                      |
| Вимол, присілок            | 22                     | 11                     |
| Висока, присілок           | 2                      | 2                      |
| Голузіно, присілок         | 72                     | 65                     |
| Горбово, присілок          | 34                     | 20                     |
| Горбуновська, присілок     | 0                      | 0                      |
| Горка, присілок            | 22                     | 9                      |
| Городище, присілок         | 7                      | 0                      |
| Григорово, присілок        | 93                     | 59                     |
| Гріденська, присілок       | 16                     | 10                     |
| Громозово, присілок        | 8                      | 3                      |
| Данилово, присілок         | 54                     | 52                     |
| Деміно, присілок           | 31                     | 14                     |
| Дорожково, село            | 75                     | 69                     |
| Єловіно, присілок          | 293                    | 256                    |
| Єрмакова Гар, присілок     | 30                     | 21                     |
| Жаровіха, присілок         | 22                     | 8                      |
| Жуково, присілок           | 9                      | 7                      |
| Завачуг, присілок          | 16                     | 8                      |
| Засосеньє, присілок        | 3                      | 5                      |
| Заюж'є, присілок           | 12                     | 10                     |
| Звєзда, присілок           | 8                      | 4                      |
| Каксур, присілок           | 0                      | 0                      |
| Калепліха, присілок        | 3                      | 2                      |
| Кільченга, село            | 232                    | 169                    |
| Кіркино, присілок          | 61                     | 37                     |
| Климовщина, присілок       | 23                     | 19                     |
| Клюкино, присілок          | 3                      | 0                      |
| Кобилкино, присілок        | 18                     | 8                      |
| Кобильськ, село            | 154                    | 99                     |
| Кондратово, присілок       | 75                     | 75                     |
| Контієво, присілок         | 5                      | 1                      |
| Коряково, присілок         | 9                      | 12                     |
| Коряковська, присілок      | 20                     | 24                     |
| Косково, село              | 270                    | 246                    |
| Косково, присілок          | 26                     | 15                     |
| Красавино-1, присілок      | 0                      | 0                      |
| Красавино-2, присілок      | 39                     | 36                     |
| Красне Село, присілок      | 6                      | 4                      |
| Кропачево, присілок        | 8                      | 8                      |
| Кузьмино, присілок         | 30                     | 29                     |
| Курденга, присілок         | 0                      | 0                      |
| Курденга, присілок         | 2                      | 2                      |
| Курилово, присілок         | 190                    | 150                    |
| Курилово, присілок         | 16                     | 11                     |
| Лаптюг, селище             | 304                    | 187                    |
| Личениця, присілок         | 89                     | 55                     |
| Лобаново, присілок         | 64                     | 49                     |
| Макарово, присілок         | 54                     | 41                     |
| Максимовщина, присілок     | 37                     | 23                     |
| Мала Курденга, присілок    | 0                      | 0                      |
| Мала Чирядка, присілок     | 35                     | 8                      |
| Мале Бараково, присілок    | 8                      | 10                     |
| Малий Дор, присілок        | 3                      | 2                      |
| Малиновиця, присілок       | 56                     | 40                     |
| Маншино, присілок          | 5                      | 3                      |
| Мартиново, присілок        | 17                     | 4                      |
| Мелехіно, присілок         | 0                      | 0                      |
| Мітеньова Гора, присілок   | 35                     | 25                     |
| Міхеєво, присілок          | 15                     | 7                      |
| Монастир, присілок         | 0                      | 0                      |
| Наболотна Гар, присілок    | 21                     | 15                     |
| Наволок, присілок          | 35                     | 21                     |
| Наволок, присілок          | 19                     | 13                     |
| Находка, селище            | 137                    | 128                    |
| Недуброво, присілок        | 24                     | 21                     |
| Нива, присілок             | 15                     | 7                      |
| Нижнє Ворово, присілок     | 48                     | 45                     |
| Нижнє Сергієво, присілок   | 2                      | 1                      |
| Ново-Георгієвське, село    | 10                     | 6                      |
| Новоселово, присілок       | 16                     | 10                     |
| Окинін Дор, присілок       | 15                     | 4                      |
| Осатово-Раменьє, присілок  | 45                     | 28                     |
| Остапенець, присілок       | 0                      | 0                      |
| Павлово, присілок          | 0                      | 0                      |
| Павловська, присілок       | 12                     | 6                      |
| Пелягінець, присілок       | 14                     | 3                      |
| Підволоч'є, присілок       | 49                     | 32                     |
| Підволоч'є, присілок       | 113                    | 65                     |
| Підгорка, присілок         | 28                     | 27                     |
| Підгрив'є, присілок        | 37                     | 31                     |
| Плесо, присілок            | 31                     | 21                     |
| Плоска, присілок           | 367                    | 357                    |
| Плостієво, присілок        | 12                     | 11                     |
| Плотніха, присілок         | 0                      | 0                      |
| Погудіно, присілок         | 19                     | 3                      |
| Подол, присілок            | 33                     | 21                     |
| Половищенський, починок    | 12                     | 5                      |
| Помеловка, присілок        | 22                     | 12                     |
| Попово, присілок           | 29                     | 25                     |
| Проніно, присілок          | 4                      | 2                      |
| Пузово, присілок           | 3                      | 2                      |
| Рябиновщина, присілок      | 4                      | 2                      |
| Селище, присілок           | 4                      | 3                      |
| Сергієво, присілок         | 32                     | 30                     |
| Сєвер, присілок            | 23                     | 33                     |
| Сигово, присілок           | 54                     | 36                     |
| Слобода, присілок          | 309                    | 263                    |
| Слуда, присілок            | 0                      | 0                      |
| Смольянка, присілок        | 60                     | 24                     |
| Сорокино, присілок         | 31                     | 23                     |
| Спицино, присілок          | 115                    | 86                     |
| Судничеська Гора, присілок | 67                     | 66                     |
| Сушники, присілок          | 9                      | 6                      |
| Тарасово, присілок         | 13                     | 4                      |
| Труфаново, присілок        | 25                     | 15                     |
| Усть-Сямженець, присілок   | 38                     | 18                     |
| Фоминський, починок        | 25                     | 12                     |
| Харюзовська, присілок      | 0                      | 0                      |
| Чорна, присілок            | 7                      | 0                      |
| Чупово, присілок           | 25                     | 29                     |
| Шартаново, присілок        | 123                    | 102                    |
| Шелигіно, присілок         | 13                     | 8                      |
| Шем'ячкіно, присілок       | 5                      | 6                      |
| Шестаково, присілок        | 24                     | 14                     |
| Щепеліно, присілок         | 14                     | 15                     |
| Югський, селище            | 1076                   | 1101                   |
| Юшково, присілок           | 20                     | 12                     |